# Steven Moffat
Steven Moffat OBE, född 18 november 1961 i Skottland, är en manusförfattare och TV-producent. Han är mest känd för att skriva manus till och producera den brittiska TV-serien Doctor Who. Han startade även produktionen av BBC:s moderna tolkning av Sherlock Holmes tillsammans med Mark Gatiss.
Moffat har vunnit flera priser, bland annat en Emmy Award, fem BAFTA Awards och fyra Hugo Awards. De flesta för Doctor Who och Sherlock. 2015 tilldelades han Brittiska imperieorden, officersgrad, för sina insatser för konsten.

## Filmografi
| År        | Titel                                   | Noteringar                        |
| --------- | --------------------------------------- | --------------------------------- |
| 1989–1993 | Reportergänget                          | 43 avsnitt                        |
| 1990      | Stay Lucky                              | Avsnitt "The Devil Wept in Leeds" |
| 1991–1995 | Joking Apart                            | 13 avsnitt                        |
| 1994–1999 | Murder Most Horrid                      | 3 avsnitt                         |
| 1997      | Chalk                                   | 12 avsnitt                        |
| 1999      | Doctor Who and the Curse of Fatal Death | Comic Relief special              |
| 2000–2004 | Coupling                                | 28 avsnitt                        |
| 2005–2017 | Doctor Who                              | 48 avsnitt                        |
| 2007      | Jekyll                                  | 6 avsnitt                         |
| 2010–2017 | Sherlock                                | 7 avsnitt (också skapare)         |
| 2011      | Tintins äventyr: Enhörningens hemlighet | Film                              |
| 2020      | Dracula                                 | 3 avsnitt (också skapare)         |
| 2022      | The Time Traveler's Wife                | 6 avsnitt (också skapare)         |
| 2022      | Inside Man                              | 4 avsnitt (också skapare)         |